# Championnat de Tanzanie féminin de football
Le championnat de Tanzanie féminin de football est une compétition de football féminin regroupant les meilleurs clubs de Tanzanie, créée en 2016.

## Palmarès
| Saison | Champion        |
| ------ | --------------- |
| 2017   | Mlandizi Queens |
| 2018   | JKT Queens      |
| 2019   | JKT Queens      |
| 2020   | Simba Queens    |
| 2021   | Simba Queens    |
| 2022   | Simba Queens    |
| 2023   | JKT Queens      |
| 2024   | Simba Queens    |
| 2025   | JKT Queens      |

## Bilan par club
| Rang | Club            | Champion (éditions)        |
| ---- | --------------- | -------------------------- |
| 1    | Simba Queens    | 4 (2020, 2021, 2022, 2024) |
| 1    | JKT Queens      | 4 (2018, 2019, 2023, 2025) |
| 3    | Mlandizi Queens | 1 (2017)                   |